# 10.5 cm FlaK 38
10.5cm FlaK 38 とは、第二次世界大戦にドイツで使用された口径105mmの高射砲である。有名な8.8 cm FlaK 18/36/37より射程の大きい高射砲として開発され、改良型の10.5 cm FlaK 39と合わせ1944年までに2,068門が生産された。
8.8cm高射砲より重いため、駆動方式は手動から動力式に変更された。開発を依頼されたクルップ社とラインメタル社は、それぞれ電動モーター式と油圧モーター式の両方を開発した。結果、ラインメタル社のピットラー・トーマ式油圧モーター駆動型が採用された。これは当初直流式であったが、陣地に設置された場合便利な交流電源で駆動するように変更された。また新型のデータ伝達装置である37式に変更されたタイプは10.5 cm FlaK 39と名付けられ、1940年より生産に入った。

## 概要

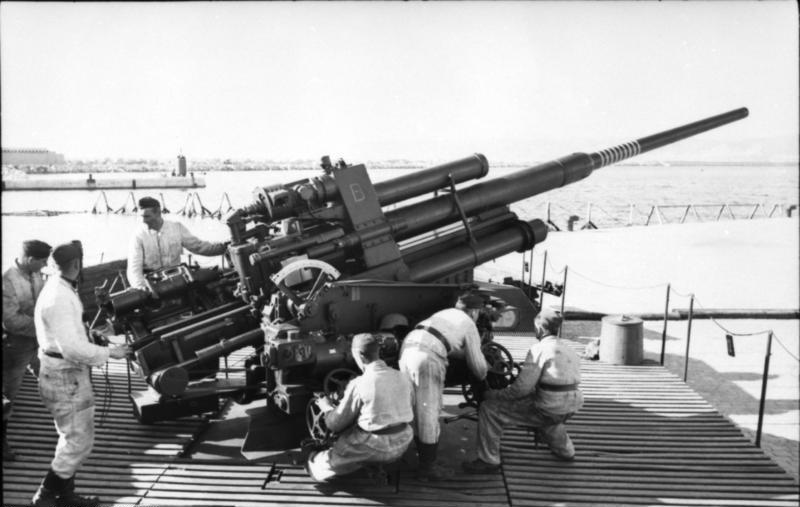
海沿いの陣地に据えられた10.5cm FlaK 39

全周旋回可能な十字型砲架に載せられたデザインは8.8 cm高射砲シリーズ同様で、203型特殊トレーラーに載せて12t牽引車で輸送することも可能であった。しかし重量が8.8 cm砲の倍以上あるため野戦用としては不向きで、牽引状態から射撃状態に移行するために20分を要した。このため要塞陣地や都市防衛用の高射砲陣地に設置、または平型貨車に搭載した軌道高射砲として用いられることが多かったが、大戦後期の東部戦線などでは、野戦陣地に設置され、水平射撃で対戦車戦闘を行ったケースもある。
10.5 cm砲の徹甲榴弾は1000m先の30度傾斜した140mm装甲板を貫通可能、また1分あたり12～15発の発射が可能で、当時の敵戦車に対し十分な威力を発揮した。なお本来野戦用ではないため、8.8 cm砲のような砲員防護用の防盾は最後まで取り付けられていない。この他、滑腔砲化して新型弾薬を用いる性能向上型10.5 cm FlaK 40も計画されたが、8.8 cm FlaK 41などの新型砲が開発されたため、中止となった。